# Antidreyfusards
De Antidreyfusards waren tegenstanders van de Joodse kapitein Alfred Dreyfus die in oktober 1894 was gearresteerd en op 5 januari 1895 tijdens een geheim proces tot levenslang veroordeeld en naar het Duivelseiland (voor de kust van Frans-Guyana) verbannen. Een deel van de Fransen, de Dreyfusards, wilden een herziening van het proces, omdat zij in de onschuld van Dreyfus geloofden en meenden dat majoor Charles-Ferdinand Walsin Esterhazy, een Franse officier van Hongaarse afkomst, de schuldige was. De tegenstanders van Dreyfus, de Antidreyfusards waren tegen heropening van de zaak en maakten dat ook duidelijk. De Antidreyfusards waren te vinden in rechtse militaire kringen, maar ook een deel van de Rooms-Katholieke Kerk, de Action Française, de monarchisten, de conservatieven en de rechtse republikeinen waren tegen een nieuw proces. De Antidreyfusards waren over het algemeen antisemieten.

## Leidende Antidreyfusards en hun sympathisanten
- Gabriel Baume — Journalist
- Jean-Baptiste Billot — Generaal; Minister van Oorlog (1896-1898)
- Paul de Cassagnac — Polemist, Bonapartist, katholiek (weigerde, ondanks de richtlijnen van Paus Leo XIII, de republiek te erkennen)
- Godefroy Cavaignac — Minister van Oorlog (1898), weigerde het proces tegen Dreyfus te heropenen, ook al was hij op de hoogte van de vervalsing van de belastende documenten
- Félicien Champsaur — Journalist
- Édouard Drumont — Antisemitisch journalist
- Félix Faure — President van de republiek (1895-1899)
- Abbé Garnier — Frans priester; katholiek denker
- Ernest Judet — Journalist
- Charles Maurras — Antisemitisch journalist; oprichter en voorzitter van de Action Française
- Armand Mercier du Paty de Clam — Luitenant-kolonel; militair aanklager in het proces tegen Dreyfus
- Auguste Mercier — Generaal; Minister van Oorlog (1893-1895), ondertekende het arrestatiebevel van Dreyfus
- Jules Verne — Beroemd schrijver van o.a. Twintigduizend mijlen onder zee
- Fernand Xau — Uitgever van Le Soir